# Zreformowane esperanto
Zreformowane esperanto – system reform językowych esperanta opublikowanych w 1894 przez Ludwika Zamenhofa w czasopiśmie „La Esperantisto”. Reformy ostatecznie zostały odrzucone w głosowaniu.

## Historia
Z powodu wolnego rozwoju esperanta w pierwszych latach narodził się pomysł zmiany struktury języka, tak by łatwiejsza mogła pomóc w popularyzacji języka. Zamenhof mimowolnie przewodził ruchowi reformatorskiemu, żeby – jak sam stwierdził – „usunąć z niego niebezpieczeństwo”. W 1894 w czasopiśmie „La Esperantisto” opublikował system reform językowych z pełnym słownikiem. Następnie odbyło się głosowaniem nad wprowadzeniem reform. W głosowaniu uczestniczyli członkowie Ligi Esperantystów (la Ligo Esperantista), czyli każdy abonent La Esperantisto. W 1894 liczba abonentów wynosiła 717, a 60% z nich było Rosjanami. Końcowe wyniki głosowania ukazały się w numerze 11 (listopad 1894):
| Odpowiedź                           | Liczba głosów | Procent |
| ----------------------------------- | ------------- | ------- |
| 1. Nie akceptować reform            | 157           | 59%     |
| 2. Akceptować reformy               | 11            | 4%      |
| 3. Zrobić inne reformy              | 3             | 1%      |
| 4. Akceptować zmodyfikowane reformy | 93            | 35%     |
| Razem                               | 264           | 100%    |

Większość esperantystów zadecydowała, że język powinien zostać bez zmian.

## Główne reformy

### Fonologia
Wszystkie fonemy, których odpowiadające litery mają diakrytyki, zostają usunięte. Jedynie fonem /ʃ/, przypisany do litery ŝ, zostaje.
| IPA  | Odpowiadająca litera |
| ---- | -------------------- |
| /tʃ/ | ĉ                    |
| /dʒ/ | ĝ                    |
| /x/  | ĥ                    |
| /ʒ/  | ĵ                    |
| /u̯/  | ŭ                    |
| /z/  | z                    |

Dodatkowo Zamenhof zastanawiał się nad usunięciem fonemów /h/ i /j/, jednak później postanowiono je pozostawić.

### Ortografia
Usunięte zostają litery diakrytyczne. Litera c będzie wymawiana jako /ʃ/ (stare ŝ), a litera z jako /ts/ (stare c).
| IPA  | Przed reformą | Po reformie |
| ---- | ------------- | ----------- |
| /ʃ/  | ŝ             | c           |
| /dʒ/ | c             | z           |

Tak samo jak w przypadku fonemów, Zamenhof zastanawiał się nad usunięciem liter h i j, jednak później postanowiono pozostawić je bez zmiany.

### Gramatyka

#### Przedimki
Usunięcie przedimka określonego la.

#### Biernik
Usunięcie biernika, sufiks -n zniknie. Dla określania kierunku, zamiast biernika, będzie używane słowo versu (w kierunku). Usunięcie biernika nie ma wpłynąć negatywnie na swobodny szyk wyrazów, ale dobrą praktyką jest zawsze stawiać podmiot przed czasownikiem, a rzeczownik w formie biernika po czasowniku.

#### Liczba mnoga
Rzeczowniki w liczbie mnogiej zamiast sufiksu -oj, będą używały -i: patri = patroj (ojcowie).

#### Przymiotniki i przysłówki
Przymiotniki przestają mieć deklinację, według Zamenhofa deklinacja przy rzeczownikach wystarcza. Przymiotniki i przysłówki mają taką samą końcówkę -e. Aby uniknąć nieporozumień, dobrą praktyką jest stawiać przymiotnik przed rzeczownikiem, a przysłówek po czasowniku.

#### Zaimki osobowe
Zaimki li (on) i ĝi (to) zostają połączone w jeden lu. Początkowo zaimek nieokreślony miał zostać usunięty, zamiast niego miałyby zostać użyte słówka homi (ludzie) lub iu (ktoś), ale finalnie została tylko zmieniona forma jego zapisu.
|               | Liczba pojedyncza | Liczba pojedyncza | Liczba pojedyncza | Liczba pojedyncza | Liczba pojedyncza | Liczba pojedyncza | Liczba mnoga | Liczba mnoga | Liczba mnoga | Liczba mnoga | Zaimek zwrotny | Zaimek nieokreślony |
| 1. os.        | 2. os.            | 2. os. grzecz.    | 3. os             | 3. os             | 3. os             | 1. os.            | 2. os.       | 3. os.       | 3. os.       |              | Zaimek zwrotny | Zaimek nieokreślony |
| 1. os.        | 2. os.            | 2. os. grzecz.    | m                 | ż                 | n                 | 1. os.            | 2. os.       | m            | nm           |              | Zaimek zwrotny | Zaimek nieokreślony |
| ------------- | ----------------- | ----------------- | ----------------- | ----------------- | ----------------- | ----------------- | ------------ | ------------ | ------------ | ------------ | -------------- | ------------------- |
| Przed reformą | mi                | ci                | vi                | li                | ŝi                | ĝi                | ni           | vi           | ili          | ili          | si             | oni                 |
| Po reformie   | mi                | tu                | vu                | lu                | elu               | lu                | nos          | vos          | ilu          | ilu          | su             | on                  |

#### Czasowniki
Zmieniają się sufiksy czasowników:
|                      | Przed reformą | Po reformie |
| -------------------- | ------------- | ----------- |
| Czas teraźniejszy    | -as           | -en         |
| Czas przeszły        | -is           | -in         |
| Czas przyszły        | -os           | -on         |
| Bezokolicznik        | -i            | -a          |
| Tryb rozkazujący     | -u            | -an         |
| Tryb przypuszczający | -us           | -un         |

#### Imiesłowy
Zostają usunięte czasy, można jednak użyć pasate (przeszły) i future (przyszły), aby doprecyzować wypowiedź.
|                   | Przed reformą | Przed reformą | Po reformie   | Po reformie |
| Strona czynna     | Strona bierna | Strona czynna | Strona bierna |             |
| ----------------- | ------------- | ------------- | ------------- | ----------- |
| Czas teraźniejszy | -anta         | -ata          | -ente         | -ate        |
| Czas przeszły     | -inta         | -ita          | -ente         | -ate        |
| Czas przyszły     | -onta         | -ota          | -ente         | -ate        |

#### Słowotwórstwo
Wyrazy złożone powinny być tworzone z pełnych wyrazów, bez ucinania sufiksów, np. vaporo + ŝipo = vaporoŝipo (statek parowy), nie vaporŝipo (zostaje ucięte -o ze słowa vaporo). Wyrazy złożone powinny być jak najrzadziej stosowane.

#### Słownictwo
Wiele zmian w słownictwie będzie potrzebnych z powodu zmian w systemie zapisu i fonologii. Oprócz tego chciano usunąć słowa pochodzenia germańskiego i słowiańskiego na rzecz słów z języków romańskich, ze względu na romański charakter esperanto.
| polski | esperanto przed reformą | esperanto po reformie |
| --- | --- | --- |
| Ojcze nasz, któryś jest w niebie, święć się imię Twoje; przyjdź królestwo Twoje; bądź wola Twoja, jako w niebie tak i na ziemi. Chleba naszego powszedniego daj nam dzisiaj i odpuść nam nasze winy, jako i my odpuszczamy naszym winowajcom. I nie wódź nas na pokuszenie, ale nas zbaw ode złego. Amen. | Patro Nia, kiu estas en la ĉielo, sanktigata estu via nomo. Venu via Regno. Fariĝu via volo, kiel en la ĉielo tiel ankaŭ sur la tero. Nian panon ĉiutagan donu al ni hodiaŭ kaj pardonu al ni niajn ŝuldojn, kiel ankaŭ ni pardonas al niaj ŝuldantoj. Kaj ne konduku nin en tenton, sed liberigu nin de la malbono. Amen. | Patro nue. kvu esten in cielo, sankte estan tue nomo, venau regito tue. estan volo tue, kom in cielo, sik anku surtero. Pano nue omnedie donan al nu hodiu e pardonan al nu debi nue, kom nu anku pardonen al nue debeuti; ne kondukan nu iu tento, sed liberigan nu de malbono. Amen. |